# Jeroni Albertí
Jeroni Albertí Picornell (Bañalbufar, 26 de octubre de 1927-Palma de Mallorca, 22 de febrero de 2024) fue un político y empresario español.

## Biografía
Después de pasar unos años viviendo y trabajando en Venezuela, en la década de 1960 regresó a Mallorca donde desarrolló su actividad empresarial en distintos sectores. Fue presidente de la Asociación de Industriales de Mallorca (ASIMA) entre 1971 y 1983, durante su mandato destaca la creación del IBEDE, el Instituto Balear de Dirección Empresarial, un instituto de formación permanente del empresariado balear, cuna de la clase política mallorquina. Integrado en la Unión de Centro Democrático (UCD), llegó a ser presidente regional del partido, obteniendo un acta de Senador por Mallorca como independiente dentro de UCD en las elecciones de 1977, siendo reelegido dos años después.
Abierto el proceso autonómico, presidió la Asamblea de Parlamentarios de las Islas Baleares encargada de iniciar los pasos establecidos en la Constitución española para acceder a la autonomía, siendo nombrado presidente del Consejo Insular de Mallorca preautonómico en 1979 y presidente del Consejo General Interinsular (el órgano preautonómico balear) en 1982. Tras la derrota de la UCD en las elecciones de 1982, y con un nuevo partido creado por él, Unió Mallorquina, se presentó a las elecciones autonómicas de 1983, siendo elegido presidente del Consejo Insular de Mallorca con el apoyo de Coalición Popular, a cambio del apoyo de UM para Gabriel Cañellas como presidente autonómico. En la siguiente legislatura (1987-1991) fue presidente del Parlamento de las Islas Baleares. Fue candidato por Unió Mallorquina en las elecciones generales de 1993 y en las elecciones al Ayuntamiento de Palma de 1995, pero en ninguna de las dos fue elegido.

## Distinciones
- Orden al Mérito Constitucional (1988)